# Herrested Sogn

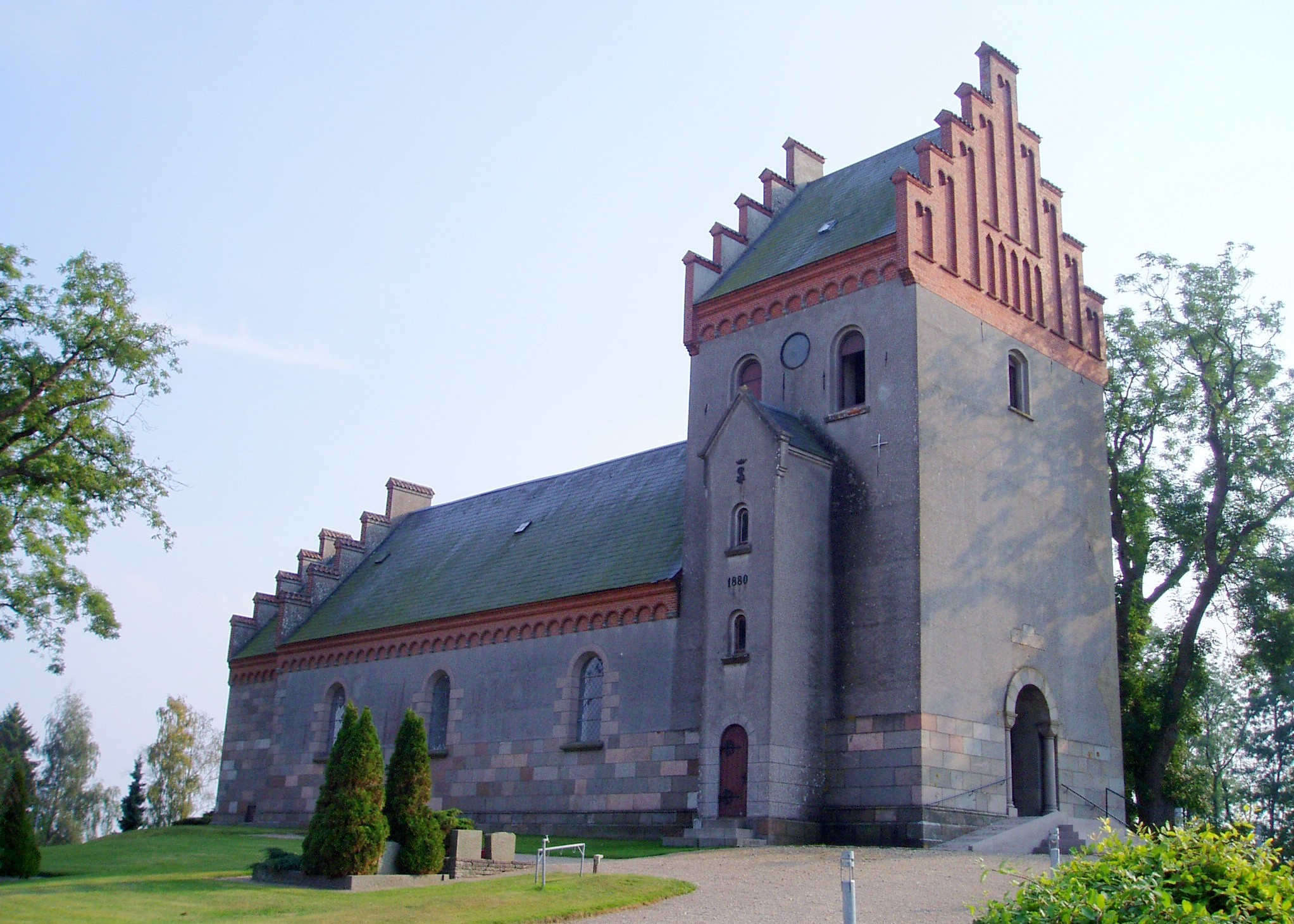
Herrested Kirke

Herrested Sogn ist eine Kirchspielsgemeinde (dän.: Sogn)
auf der Insel Fyn (dt.: Fünen) im südlichen Dänemark.
Bis 1970 gehörte sie zur Harde Vindinge Herred im damaligen Svendborg Amt, danach zur Ørbæk Kommune im
Fyns Amt, die im Zuge der  Kommunalreform zum 1. Januar 2007 in der
Nyborg Kommune in der Region Syddanmark aufgegangen ist.
Im Kirchspiel leben 1011 Einwohner (Stand: 1. Januar 2023).
Im Kirchspiel liegt die Kirche „Herrested Kirke“.
Nachbargemeinden sind im Nordosten Ellinge Sogn, im Osten Refsvindinge Sogn, im Südosten Ørbæk Sogn und im Süden Ellested Sogn, ferner in der westlich gelegenen Faaborg-Midtfyn Kommune im Südwesten Ryslinge Sogn und im Nordwesten Søllinge Sogn, Hellerup Sogn und Rolfsted Sogn.